# Octophellia
Octophellia is een geslacht van zeeanemonen uit de klasse van de Anthozoa (bloemdieren).

## Soort
- Octophellia timida (Andres, 1880)